# Trolltjärnen (Särna socken, Dalarna, 686323-135539)
Trolltjärnen är en sjö i Älvdalens kommun i Dalarna och ingår i Dalälvens huvudavrinningsområde.